# Slättbrännberget
Slättbrännberget är ett naturreservat i Bergs kommun i Jämtlands län.
Området är naturskyddat sedan 2015 och är 84 hektar stort. Reservatet omfattar större delen av berget med detta namn och består av tallskog i öster, granskog i väster och Oxsjöån bitvis i ravin däremellan. 